# مندیلان بالا
مندیلان بالا، روستایی از توابع بخش مرکزی شهرستان هیرمند در استان سیستان و بلوچستان ایران است.

## جمعیت
این روستا در دهستان جهان‌آباد قرار دارد و براساس سرشماری مرکز آمار ایران در سال ۱۳۸۵، جمعیت آن ۶۴ نفر (۱۵خانوار) بوده‌است.